# Завьялов, Анатолий Владимирович
Анато́лий Влади́мирович Завья́лов (21 октября 1979, Нефтекамск, Башкирская АССР) — российский футболист, полузащитник.
Первые шаги в футболе делал в городе Нефтекамске, однако его первым профессиональным клубом стал ижевский «Зенит».
За карьеру провёл 323 официальных матча, из них более половины (185) — за ижевские командыː «Зенит» (впоследствии переименован в «Динамо»), «Газовик-Газпром» (переименован в «СОЮЗ-Газпром») и «Зенит-Ижевск».